# Marene
Marene (Maren-e in piemontese) è un comune italiano di 3 334 abitanti della provincia di Cuneo in Piemonte.
Il centro abitato si trova lungo la via che da Cuneo porta a Torino passando per Savigliano, in una zona principalmente pianeggiante ad indirizzo agricolo e cerialicolo, la direttrice ricalca tracciato che in tempi medievali faceva da sbocco della pianura piemontese verso il mare della Riviera di Ponente, attraversando la Val Roja e il Colle di Tenda.

## Storia
L'origine di Marene è probabilmente longobarda e risalente ai secoli VI e VII come evoluzione di un avamposto romano, di questo primo nucleo, sorto intorno alla chiesa di Santa Maria della pieve. in seguito il territorio fu spesso teatro di incursioni da parte di saraceni e ungari che si susseguirono per tutto il X secolo e che impedirono un ingrandimento del centro.
Le prime notizie certe e documentate dell'esistenza del paese risalgono all'atto di fondazione del Monastero di San Pietro di Savigliano datato 12 febbraio 1028 da parte dei coniugi Abellonio e Amaltruda di Sarmatorio, nel documento vengono citati, insieme alle proprietà della famiglia, anche molti piccoli comuni del cuneese, di cui la metà oggi scomparsi, e anche Marenis.
Ulteriori rinvenimenti parlano di un conferimento di dominio sui terreni e il castello di Marene fatto dalla contessa Adelaide in favore di Alberto di Sarmatorio datato 23 maggio 1078.
Nel Duecento un nuovo nucleo andò ad aggiungersi al preesistente, mentre nel 1225 il territorio passò sotto il comune di Savigliano mentre la giurisdizione ecclesiastica era del vescovo di Torino.
Nel 1360 il passaggio delle truppe del conte Amedeo VI comportò gravi danni per l'abitato e la popolazione, idem nel 1522-1525 con il transito dell'esercito dell'imperatore Carlo V, in guerra con Francesco I re di Francia.
Nel 1629 la violenta pestilenza che invase l'Europa arrivò anche a Marene causando la morte di oltre metà della popolazione, in seguito i saccheggi dei soldati del Cardinale Richelieu peggiorarono ulteriormente le condizioni di vita.
Nel 1690 iniziò una grave crisi economica dovuta alle alleanze di Giacomo e Stefano Turchi, signori locali, intenzionati ad affrancare il Piemonte dal dominio Savoia, questo comportò violente rappresaglie sul territorio. Fallita la secessione dai Savoia, Marene ottenne la dignità di "comunità separata" dal comune di Savigliano.
Il successivo periodo di tranquillità comportò una crescita demografica e architettonica del nucleo urbano e iniziò ad assumere i contorni dell'attuale paese e culminò con la ricostruzione della chiesa parrocchiale voluta da don Vittorio Amedeo Balegno dopo che la precedente fu dichiarata pericolante e abbattuta, vennero inoltre ampliate la strada regia e la strada per Savigliano e costruiti i palazzi Galvagno e Gallina.
Nel 1799 il territorio fu interessato da una violenta battaglia tra l'esercito napoleonico e quello austro-russo, il passaggio sotto il dominio napoleonico comportò anche l'eliminazione di 163 giornate (unità di misura di superficie) espropriate agli enti religiosi e vendute forzosamente, con il trasferimento della diocesi da quella di Torino a quella di Saluzzo.
La restaurazione del 1815 consegnò i terreni espropriati e le aree di Marene come parte dei terreni del ramo Savoia-Carignano, rimanendo nel catasto della famiglia fino alla soppressione del regno per poi diventare definitivamente un libero comune della Repubblica Italiana dopo il referendum del 1946.

### Simboli
Lo stemma storico è stato riconosciuto con decreto del Capo del Governo del 17 ottobre 1932
Il gonfalone è un drappo di azzurro.

### Architetture religiose

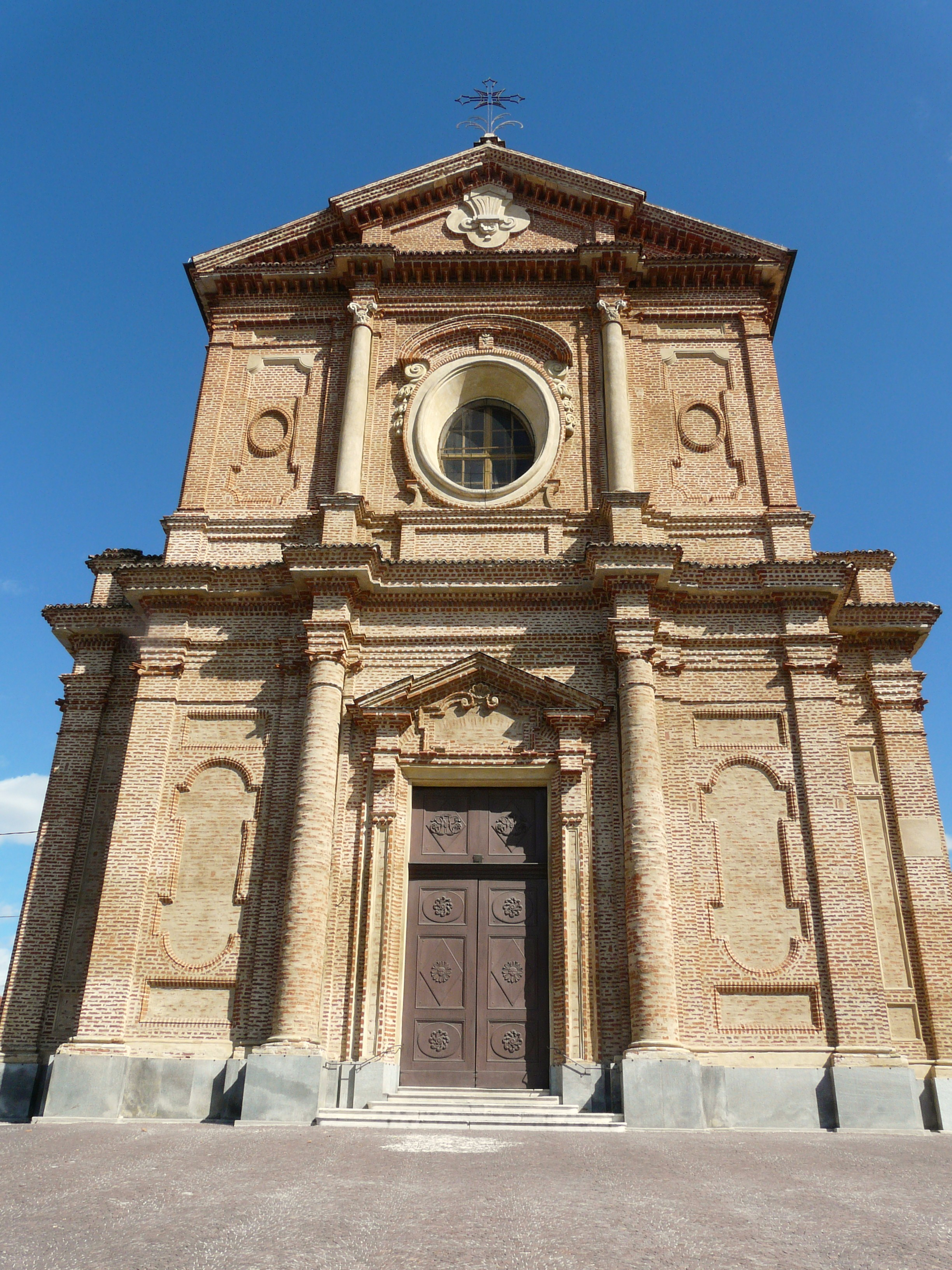
Chiesa parrocchiale della Natività di Santa Maria Vergine di Marene

## Monumenti e luoghi d'interesse

### Chiesa della Natività di Santa Maria Vergine
Si tratta della chiesa parrocchiale della comunità di Marene. L'edificio andò a sostituire la precedente chiesa parrocchiale, probabilmente risalente all'anno Mille, il progetto dell'attuale edificio si deve a Francesco Gallo e i lavori di realizzazione iniziarono dal 1723 e si protrassero fino al 1741. Il campanile venne poi eretto nel 1751.

### Chiesa della Santa Croce, detta dei "Battuti Bianchi"
L'edificio, di ridotte dimensioni, venne edificato a partire dal XIII secolo come luogo di sostegno materiale e spirituale per i malati. Destinataria di molte donazioni da parte della nobiltà locale, la chiesa conserva al suo interno un interessante repertorio di opere d'arte e ornamenti sacri. Le opere di maggior rilievo sono la Crocifissione del pittore Jean Claret esposta dietro l'altare maggiore e la Decollazione di san Giovanni Battista, dello stesso autore. Recentemente sono state restaurate ed esposte quattro tele rimaste nascoste al pubblico per moltissimi anni, una di queste ospita la più antica raffigurazione conosciuta dello stemma comunale di Marene.

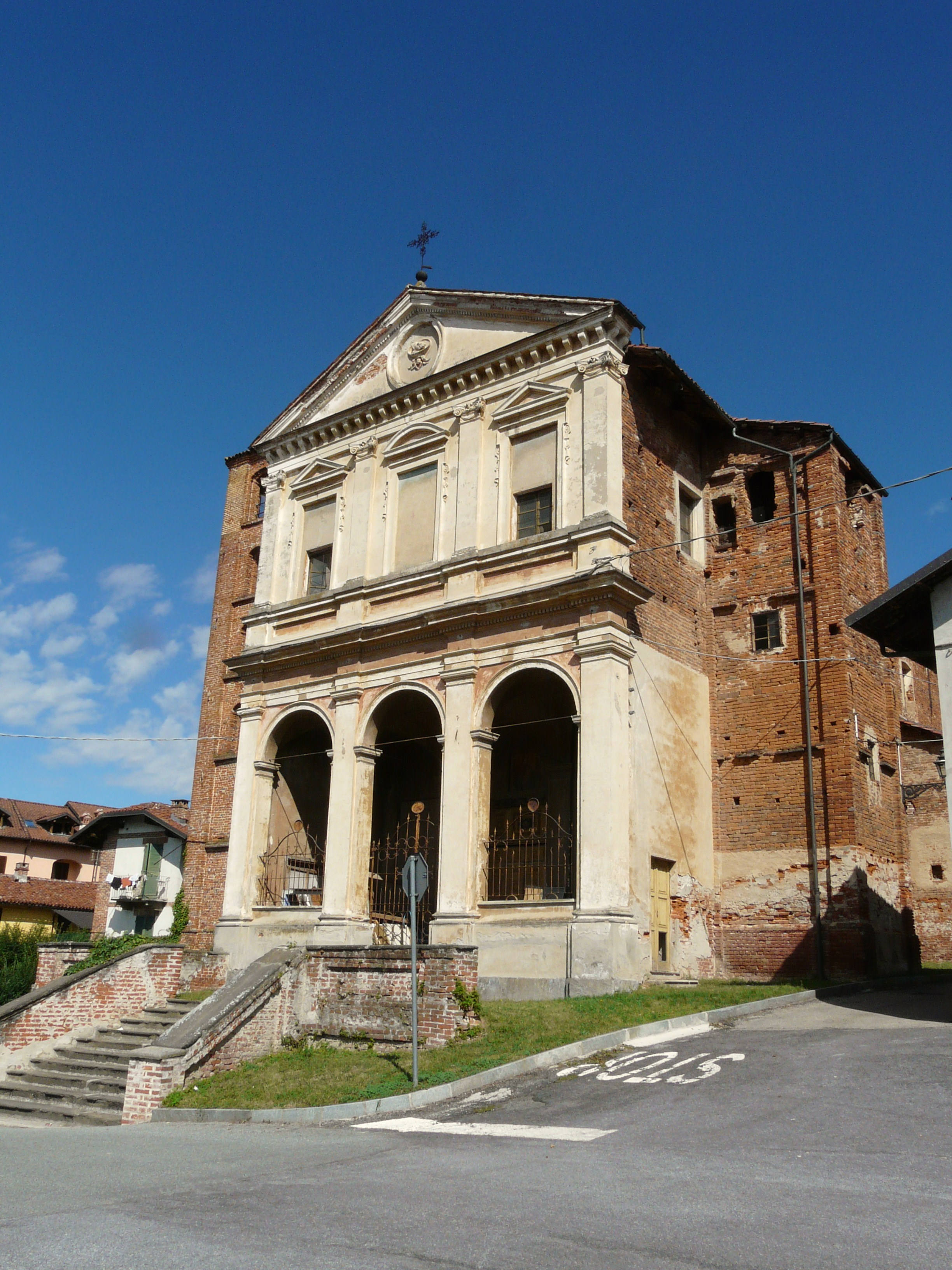
San Giovanni Decollato

### Chiesa di San Giovanni Decollato e della Misericordia, detta dei "Battuti Neri"
Sede dell'omonima confraternita, la chiesa venne edificata a partire dal 1640. Durante il Settecento si operarono significativi rimaneggiamenti all'edificio e alla sua estetica, tra cui la costruzione del campanile e l'ultimazione della facciata. La chiesa custodiva la tela di San Giovanni decollato di Jean Claret, datata 1675 e oggi conservata nella chiesa dei Battuti Bianchi.

### Cappella di Sant'Anna
La sua edificazione risale al Cinquecento su commissione di Giaimona Faletti ed è uno degli edifici più antichi del borgo. L'aspetto austero, con un'unica navata interna è ingentilito da alcuni affreschi attribuiti agli allievi di Tommaso Biazaci.

### Cappella di San Giovanni in Bergamino
Voluta da Violante Fissore di Bra, la cappella fu fatta costruire annessa alle tenute della famiglia del marito, Francesco Galateri dei conti di Suniglia. L'interno è affrescato con raffigurazioni attribuite agli allievi di Giovanni Angelo Dolce e la committente appare nella rappresentazione absidale ai piedi dei santi.
I terreni del comprensorio vennero espropriati durante l'epoca napoleonica ed entrarono a far parte del patrimonio Savoia-Carignano.

### Cappella di San Defendente in Valle
Eretta nel 1621 per ordine delle famiglie Operti e Gallina in località Valle, discosta dal centro abitato, fu restaurata nel 1913 e conserva una tela d'altare raffigurante San Defendente, di autore ignoto.

### Torre civica

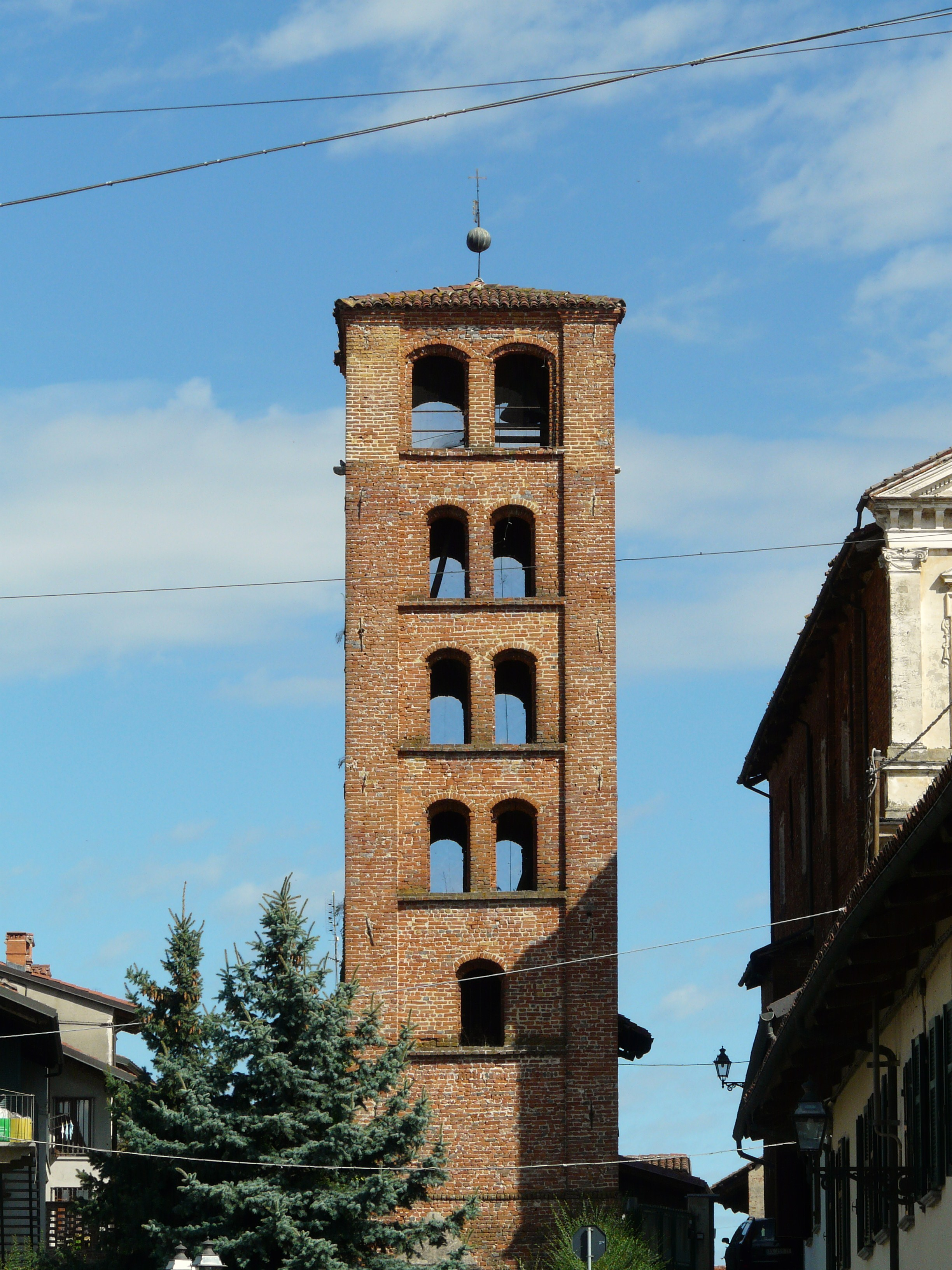
Torre civica

Si presume che l'edificio, costruito in mattoni rossi con cinque piani e finestrato a bifore, facesse parte dell'originario sistema di fortificazioni difensive del castello, non più visibile. Durante i secoli ha ricevuto differenti destinazioni d'uso, l'ultima come torre civica con l'introduzione delle campane e dell'orologio. Viene considerata il simbolo della città.

### Palazzo Galvagno
Oggi sede del municipio e di alcuni servizi per la cittadinanza, venne eretto per volere di Nicola Galvagno sul finire del Settecento e successivamente ampliato nel 1872 con l'aggiunta dell'ala Nord.
All'interno sono ancora presenti affreschi e raffigurazioni in stile rococò a tema floreale. Particolare è la decorazione della camera dei bambini, dove la fascia perimetrale raffigura alcuni personaggi Disney tra cui Topolino, Minnie e Pluto ed altri di fantasia, la realizzazione reca l'anno 1936 e i nomi dei piccoli occupanti.
Di particolare interesse è anche il sopravvissuto parco del palazzo, oggi sede di eventi gastronomici locali e ricevimenti.

### Palazzo Gallina
Eretto dall'omonima famiglia tra il finire del Settecento e l'inizio dell'Ottocento, è un'imponente costruzione in stile neoclassico, la sua architettura di facciata è dominata da un avancorpo da cui si accede all'interno, quattro lesene con finti capitelli dorici e il frontone orizzontale dove campeggia la scritta "Deus nobis haec otia fecit", "Dio ci ha dato questo riposo", tratta dalle Bucoliche di Virgilio; a chiudere un timpano ornato.
La famiglia Gallina conobbe un prestigio sempre crescente presso la corte sabauda, accattivandosi le simpatie di Carlo Alberto al punto che questi nominò Stefano Gallina conte e poi ministro delle finanze e pare che si riferisse a lui come la sua "gallina dalle uova d'oro".
Nel 1840 Stefano Gallina commissionò la ristrutturazione del palazzo all'architetto Ernesto Melano che aggiunse un piano all'edificio e rimaneggiò la facciata, conferendole l'aspetto attuale.
Oggi l'edificio ospita la biblioteca comunale "Falcone e Borsellino".

### Castello della Salza
Situato poco fuori dal centro abitato, in località Salza, il castello fu eretto dalla famiglia Gorena verso la metà del XIII secolo. A partire dal Cinquecento la proprietà passò per linea dinastica ai Cravetta, a cui rimase fino al Novecento.
Nel castello sono ben visibili due stili: la facciata di ponente, di stampo medievale, è realizzata in mattoni rossi, mentre la facciata di levante in stile rinascimentale è caratterizzata da un ampio loggiato aperto.
Adiacente all'edificio vi è la cappella della Madonna del Carmine e di San Biagio realizzata nel 1757 da parte di Aimone Filiberto Cravetta e attribuita all'architetto Bernardo Vittone.

### Castello o Villa Neogotica Conte Grosso di Grana
Fu edificata dal 1850 al 1854 per ordine del conte Carlo Amedeo Grosso su progetto dell'architetto Luigi Formento in stile neogotico ibrido, sono infatti presenti sia elementi richiamanti il gotico che altri medievali..
La villa è il maggiore esempio di architettura neogotica in Piemonte insieme al Castello del Roccolo.
Nel 1904 la proprietà passò al conte Vittorio Solaro di Monasterolo e nel 1920 a Giuseppe Davico, proprietario di una catena di alberghi di lusso. Oggigiorno in mano a privati, nonostante il recente restauro di alcune volte decorate e la pulizia degli ambienti interni e del parco, la villa non ha un utilizzo. Dopo tre aste andate deserte, a cavallo tra il 2021 e il 2022 ha trovato dei nuovi proprietari.

## Società

### Evoluzione demografica
Abitanti censiti

### Etnie e minoranze straniere
Secondo i dati Istat al 31 dicembre 2017, i cittadini stranieri residenti a Marene sono 369, così suddivisi per nazionalità, elencando per le presenze più significative:
1. Romania, 114
2. Senegal, 63
3. Albania, 53
4. India, 21

## Amministrazione
Di seguito è presentata una tabella relativa alle amministrazioni che si sono succedute in questo comune.
| Periodo        | Periodo        | Primo cittadino            | Partito                                                                       | Carica  | Note   |
| -------------- | -------------- | -------------------------- | ----------------------------------------------------------------------------- | ------- | ------ |
| 17 giugno 1985 | 28 maggio 1990 | Paolo Lampertico           | Democrazia Cristiana                                                          | Sindaco | [ 18 ] |
| 28 maggio 1990 | 24 aprile 1995 | Guido Crosetto             | Democrazia Cristiana                                                          | Sindaco | [ 18 ] |
| 24 aprile 1995 | 14 giugno 1999 | Guido Crosetto             | lista civica di centro-destra Insieme per Marene                              | Sindaco | [ 18 ] |
| 14 giugno 1999 | 14 giugno 2004 | Guido Crosetto             | lista civica Insieme per Marene sostenuta da Forza Italia e dal centro-destra | Sindaco | [ 18 ] |
| 14 giugno 2004 | 8 giugno 2009  | Edoardo Giuseppe Pelissero | lista civica Insieme per Marene                                               | Sindaco | [ 18 ] |
| 8 giugno 2009  | 26 maggio 2014 | Edoardo Giuseppe Pelissero | lista civica Insieme per Marene                                               | Sindaco | [ 18 ] |
| 26 maggio 2014 | 27 maggio 2019 | Roberta Barbero            | lista civica Insieme per Marene                                               | Sindaco | [ 18 ] |
| 27 maggio 2019 | in carica      | Roberta Barbero            | lista civica Insieme per Marene                                               | Sindaco | [ 18 ] |